# Pěnkavčí vrch (Krkonoše)
Pěnkavčí vrch (německy Pinkenberg) je vrchol v České republice ležící ve východních Krkonoších.

## Poloha
Pěnkavčí je jeden z vrcholů rozsochy vybíhající jižním a posléze jihovýchodním směrem z nejvyšší hory Krkonoš Sněžky. Od ní je vzdálen asi 5 kilometrů. Od sousední severozápadně ležící Růžové hory ho odděluje mělké sedlo s nadmořskou výškou asi 1040 metrů. Směrem jihovýchodně k sedlu oddělujícímu sousední Červený vrch je již převýšení značnější a svah prudší. Sedlo leží v nadmořské výšce přibližně 900 metrů. Ostatní svahy Pěnkavčího vrchu jsou prudké a se značným převýšením.

## Vodstvo
Kromě západu a jihovýchodu, kde navazují sousední vrcholy, je Pěnkavčí vrch obklopen hluboce zaříznutými údolími. Severně je obtékán vodními toky v linii Messnerova strouha - Jelení potok - Malá Úpa, která se na opačné straně sousedního Červeného vrchu vlévá do Úpy velké. Pod jižním svahem vrchu teče právě zmíněná Úpa.

## Vegetace
Smrkový les je přerušován četnými pasekami. Na jihovýchodním svahu se v okolí horských bud v lokalitách Pěnkavčí Vrch a Janovy Boudy vyskytují louky.

## Komunikace
Prostor Pěnkavčího vrchu je protkán lesními cestami různých kvalit. Nejpodstatnější je cesta vedoucí od Portášových Bud na Janovy Boudy, která prochází jižně od vrcholu a po níž je vedena žlutě značená Kubátova cesta ze Sněžky k soutoku Úp. Zelená turistická trasa 4250 sestupuje po severním svahu od Portášových Bud do Spáleného Mlýna.

## Stavby
V okolí sedla mezi Pěnkavčím a Červeným vrchem se nachází horské osady Pěnkavčí Vrch a Janovy Boudy, v okolí sedla s Růžovou horou pak uskupení Portášových Bud. Zejména na jižním a východním svahu se pak nachází zástavba okolních obcí Velká Úpa (místní část Pece pod Sněžkou) a Malá Úpa
Mezi Velkou Úpou a Portášovými Boudami je v provozu osobní lanová dráha. V zastavěných lokalitách se nachází několik menších lyžařských vleků.